# Грюнштейн, Майкл
Майкл Грюнштейн (Michael Grunstein; 30 августа 1946, Румыния — 18 февраля 2024) — американский биохимик, специалист по гистонам, генетической регуляции, эпигенетике. Эмерит-профессор Калифорнийского университета в Лос-Анджелесе, где работал с 1975 года, член Национальной АН США (2008). Thomson Reuters Citation Laureate (2012), удостоен Ласкеровской премии (2018) и других престижных отличий — совместно с Ч. Д. Эллисом.
Родился в семье переживших Холокост и ещё ребёнком оказался в Канаде. Окончил Университет Макгилла (бакалавр). В Эдинбургском университете получил степень доктора философии. Являлся постдоком в Стэнфордском университете, занимался там с Laurence H. Kedes и в лаборатории Дэвида Хогнесса. C 1975 года в Калифорнийском университете в Лос-Анджелесе, ныне его заслуженный профессор и эмерит.
Член Американской академии искусств и наук (2001).

## Награды и отличия
- American Cancer Society Faculty Research Award (1979—1984)
- NIH MERIT award[англ.] (1998—2007)
- Премия Мэссри (2003, совместно с Р. Корнбергом и Ч. Д. Эллисом)
- Премия Розенстила, Университет Брандайса (2010, совместно с Ч. Д. Эллисом)[3]
- Thomson Reuters Citation Laureate (2012, совместно с Ч. Д. Эллисом)[4]
- Премия Грубера по генетике (2016, совместно с Ч. Д. Эллисом)[5]
- Премия Альберта Ласкера за фундаментальные медицинские исследования (2018, совместно с Ч. Д. Эллисом)[6]